# Estatua de Manolo Caracol (Sevilla)

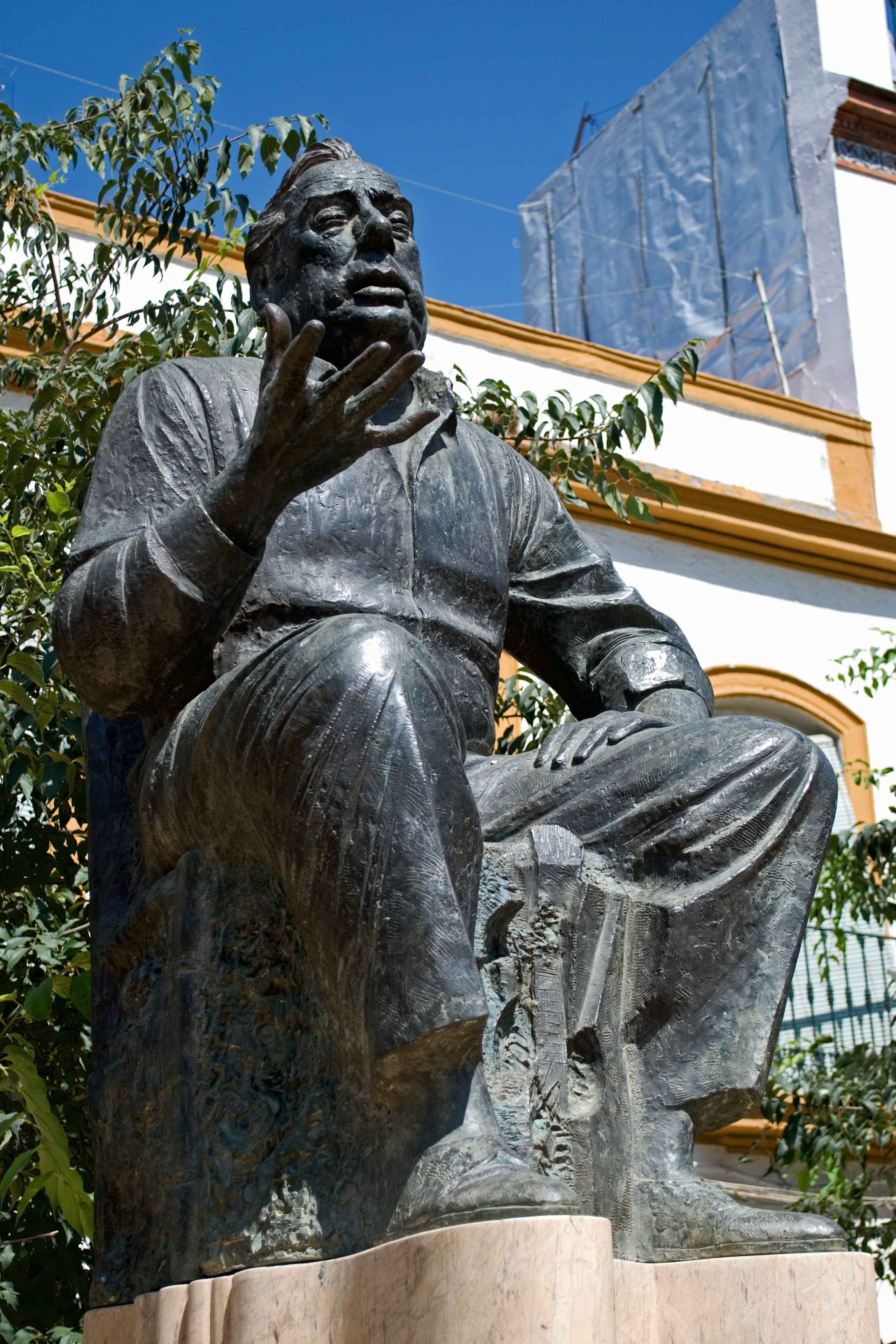
Estatua de Manolo Caracol en la Alameda de Hércules.

La estatua de Manolo Caracol es un monumento urbano dedicado al cantaor de flamenco Manolo Caracol (1909-1973), realizado por Sebastián Santos Calero en 1990, y está situado en la Alameda de Hércules. Fue realizado por iniciativa del crítico de flamenco José Antonio Blázquez.
Fue recolocada en su emplazamiento actual, la Alameda de Hércules en el año 2009, con motivo de su primer centenario y aprovechando la renovación del parque, por lo que la estatua se ubica frente a la casa en la que nació el artista.